# Miran Košuta
Miran Košuta, slovenski literarni zgodovinar, prevajalec in glasbenik, * 6. november 1960, Trst, Italija.
Miran Košuta je izredni profesor slovenske književnosti na Filozofski in leposlovni fakulteti Univerze v Trstu.

## Življenje
Maturiral je na Klasičnem liceju Franceta Prešerna v Trstu in dodatno iz klarineta na srednji glasbeni šoli. Diplomiral je iz slovenščine in primerjalne književnosti na Filozofski fakulteti Univerze v Ljubljani. Nekaj časa je bil zaposlen kot prevajalec na tržaškem sodišču, leta 2000 pa je postal profesor slovenske književnosti na Univerzi v Rimu. Njegove študije posredujejo italijanskemu bralcu informacije o slovenski književnosti. V letih 2006–2008 je bil predsednik Zveze društev Slavistično društvo Slovenije. V središču javne pozornosti se je znašel zaradi zakonskega določila, da tuji državljan brez začasnega bivališča v Sloveniji ne more postati predsednik društva, ki je registrirano v Sloveniji.

## Politika
V tretjem krogu volitev za predsednika Italijanske republike 27. januarja 2022 je Košuta prejel en glas.

## Delo

### Vslovenščini
- Rapsodija v treh stavkih (1989)
- Krpanova sol: študije in eseji (1996)

### Vitalijanščini
- Scritture parallele: dialoghi di frontiera tra letteratura slovena e italiana (1997)
- Slovenica: peripli letterari italo-sloveni (2005)

V slovenščino je prevedel več del italijanskih avtorjev (npr. Fulvio Tomizza), v italijanščino pa med drugim Poezije Franceta Prešerna (Poesie, 2020). Uredil je antologijo Versi diversi/Drugačni verzi (2006), pri Založništvu tržaškega tiska je urejal knjižno zbirko Estlibris. 2021 je prejel Trubarjevo priznanje, 2024 pa Pretnarjevo nagrado s častnim naslovom "ambasador slovenske književnosti in jezika".